# Ekiminu
L'ekiminu è un essere fantastico della mitologia assira. Questo spirito, un  fantasma vampiro, viene generato da una sepoltura impropria e, destinato per questo a non trovar pace, vaga sulla terra in attesa di impadronirsi del corpo di un essere umano, per possederlo o nutrirsene.
Secondo la tradizione è invisibile e può essere ucciso da armi di legno o neutralizzato con uno specifico esorcismo.